# Infiltrée

Infiltrée (Cadejo Blanco) est un film américano-mexico-guatémaltèque, réalisé par Justin Lerner sorti en 2021.

## Fiche technique
- Titre original : Cadejo Blanco
- Titre :  Infiltrée
- Réalisation : Justin Lerner
- Scénario : Justin Lerner
- Musique : Jonatan Szer
- Durée : 125 minutes
- Genre : Thriller, drame
- Dates de sortie :
  - Canada : Festival international du film de Toronto 12 septembre 2021
  - Mexique : 3 octobre 2021
  - Guatemala : Festival international de cine en Centroamericana 4 décembre 2021, en salles 19 mai 2022
  - États-Unis : Festival international du film de Santa Barbara 4 mars 2022, en salles 10 mars 2022
  - France : Reims Polar 7 avril 2022, en salles 25 août 2023

## Distribution
- Karen Martínez : Sarita
- Rudy Rodriguez : Andrés
- Pamela Martínez : Bea
- Brandon López : Damian
- Juan Pablo Olyslager : Oliveiros
- Rudy Wilfredo Urrutia : le patron
- Heriberto Ochoa : Chema
- Esteban Reynoso : Agustin

## Prix et récompense
- Prix du Sang Neuf Reims Polar 2022[1]

## Accueil
Pour Télérama, « En dépit d’un scénario documenté et d’acteurs non professionnels, le film peine à convaincre, lesté par sa violence complaisante ».
Néanmoins, Infiltrée reçoit un accueil plutôt positif, le site Allociné lui donne une moyenne de 3,1/5 pour 9 titres de presse.